# Borovac (Medveđa)
Borovac (cirill betűkkel Боровац) egy falu Szerbiában, a Jablanicai körzetben, a Medveđai községben.

## Népesség
- 1948-ban 400 lakosa volt.
- 1953-ban 403 lakosa volt.
- 1961-ben 330 lakosa volt.
- 1971-ben 224 lakosa volt.
- 1981-ben 156 lakosa volt.
- 1991-ben 114 lakosa volt
- 2002-ben 59 lakosa volt,[1] akik közül 54 szerb (91,52%) és 5 albán (8,47%).[2]